# Expiación (religión)
La expiación es la eliminación de la culpa o pecado a través de un tercero. El sujeto culpable queda absuelto de cualquier pena por medio de un objeto, animal (ej. chivo expiatorio) u otra persona, "Cristo" en el caso del cristianismo y algunos cultos antiguos que practicaban el sacrificio animal.
Para los judíos, la palabra viene del hebreo kipper, equivalente al arameo de borrar o la raíz de cubrir. Para los cristianos el concepto más adecuado viene del griego hilasterion, que significa aquello que propicia o expía. El concepto básico parece ser eliminar los obstáculos que impiden que determinadas deidades sean favorables o propicias para con el individuo.
En algunas culturas el pago de la deuda o culpa se hacía con alguna forma de dinero. En otras se mataba un animal para apaciguar la ira de un dios o dioses. En la cultura hebrea, de donde nos llega el concepto de chivo expiatorio, la expiación se hacía principalmente por medio de la sangre de una víctima como símbolo del cambio de una vida ajena por el perdón divino. Allí se indica que es Dios mismo quien brinda un medio o condicionamiento para restablecer la relación rota.

## Antigua Grecia
En la antigua civilización griega, el animal corrientemente utilizado en los sacrificios purificadores y expiatorios (incluidos los casos de asesinato o para quienes iban a iniciarse en los misterios eleusinos) era el cerdo. En otras ocasiones se despedazaba un perro o incluso a un ser humano —en tiempos históricos, un criminal—, utilizando la sangre como elemento lustral.
Es significativo que, en el caso de expiación o limpieza de toda una comunidad humana, la víctima era paseada por la ciudad o territorio, y los hombres marchaban por entre los pedazos de aquella; una vez que había acumulado sobre ella el mal ajeno, era destruida y arrojada fuera (por ejemplo, tirada al mar). La víctima expiatoria era denominada "remedio" (phármakos) o "residuo".

## Antiguo Testamento
Las impurezas ceremoniales o morales hacían necesaria la expiación en el Antiguo Testamento. Los motivos de expiación ceremonial incluían el flujo de sangre femenino, la contaminación al tocar o manipular un muerto. También ciertos objetos materiales considerados sagrados, como el altar y el tabernáculo, podían potencialmente contaminarse, y era necesario hacer expiación por ellos. Sin embargo, básicamente la expiación se hace por el pecado que contamina tanto al hombre como a las cosas, y del cual la impureza ceremonial es sólo una ilustración de una real impureza espiritual.

## Nuevo Testamento
Cristo con carácter expiatorio fue previsto ya desde la eternidad, anunciado proféticamente para nosotros en el culto ritual del Antiguo Testamento y consumado en la cruz del Calvario.
Según la biblia algunas tendencias del cristianismo, el Hijo de Dios, Jesucristo, era consciente de que su sufrimiento y muerte final eran parte de su llamado. Muchas veces durante el curso de su ministerio Jesús se refirió en forma velada y figurada a la forma de su muerte futura, pero poco a poco les fue manifestando a sus discípulos con toda claridad que debía sufrir y morir.

## Criticismo
Autores como Christopher Hitchens subrayan que el concepto de expiación es objetivamente inmoral, puesto que la posibilidad de quitar la culpa personal y ponerla en otro individuo o cosa es la ruptura misma con el concepto moral de responsabilidad. Sin embargo, este punto de vista es debatible, debido a que no siempre es inmoral que un segundo individuo asuma la responsabilidad de los actos cometidos por otro ser, ejemplo con los menores de edad o con los animales (cuando un perro muerde a una persona, es el dueño del perro quien debe pagar e incluso ir a la cárcel), por el contrario, es indicativo de una civilización de moral elevada.

## Teorías históricas sobre la expiación

### Satisfacción

#### Definición
La teoría de la satisfacción sigue el siguiente razonamiento:
1. San Anselmo de Canterbury, creía que el pecado era básicamente una falla en la manera de rendir a Dios lo que se le debe. Al fallar en dar a Dios lo que es debido, tomamos de Él lo que es legítimamente suyo y lo deshonramos. Nosotros como pecadores debemos restaurarle lo que le debemos. San Anselmo argumentaba de la siguiente manera: Por el pecado, el ser humano ofendió a Dios y su honor manchado requiere necesariamente una satisfacción condigna. Así que tanto la satisfacción como el castigo eran requeridos por la misma naturaleza de Dios. Desde el horizonte de una visión jurídica, se utilizaba un instrumental prestado del derecho romano (“satisfactio”) para expresar la acción redentora de Cristo. En este caso la ofensa era contra la santidad de Dios. San Anselmo enfatizó la necesidad de hacer reparación a Dios por el pecado. Usó analogías del sistema penitencial medieval, y la idea de la satisfacción para describir la manera en que la muerte de Cristo protegía a Dios.
2. La satisfacción de la justicia de Dios requiere que se le brinde a Dios lo que se le debe con exactitud. La humanidad es quien necesita hacer tal ofrecimiento. Sin embargo, los humanos no son capaces de ofrecer tal satisfacción, pues lo que se debe es proporcional a la culpa. Solamente Dios puede dar la satisfacción necesaria.
3. La mente medieval sostenía que la recompensa tenía que ser proporcional a la dignidad de la parte ofendida, en este caso Dios. Consecuentemente las personas finitas no podían hacer una compensación infinita por la ofensa cometida contra el Señor del universo. En cualquier caso los pecadores no tenían nada que ofrecer a Dios porque le deben a El todo. El hombre pecador no puede, para nada, cumplir esta justificación porque un pecador no puede justificar a un pecador. Así que la justificación adecuada debe ser realizada por alguno que sea divino, esto es por Dios mismo. Pero por el otro lado la satisfacción debe ser pagada por alguno que represente a la humanidad. Por lo tanto la satisfacción debe ser hecha por uno que es a la vez Dios y ser humano. Si sólo Dios puede hacer esta satisfacción y sólo un hombre puede hacerla, es necesario que un Dios-hombre la haga.
4. San Anselmo descubre una salida absolutamente racional: el hombre le debe a Dios una satisfacción infinita. Sólo Dios puede proceder a una satisfacción infinita. Luego es necesario que Dios se haga hombre a fin de poder reparar infinitamente. El “Hombre-Dios” realiza lo que la humanidad tenía que realizar: la reparación. El “Dios-hombre” concretiza lo que falta a la reparación humana: su carácter de infinitud. Por consiguiente, en el Hombre-Dios se da la reparación (hombre) condignamente infinita (Dios). La encarnación es necesaria con una lógica irrefutable.
5. Cristo, nació de una virgen, vivió una vida sin pecado, sufrió y murió voluntariamente, y por lo tanto acumuló más méritos que el necesario para pagar la deuda que la humanidad tenía. Dios aceptó la pasión de Cristo y la acreditó en la cuenta de la raza pecadora y por lo tanto está dispuesto a restablecer el compañerismo de aquellos que confían en la provisión salvadora de Cristo.
6. Cristo, siendo Un hombre sin pecado, no merecía la muerte, por lo tanto la ofrenda de su vida a Dios en nombre de la raza humana de la cual Él fue parte, fue más allá de lo que se requirió de El. Por lo tanto, pudo servir como una genuina satisfacción a Dios por los pecados del hombre. Pero ¿fue suficiente para cumplir con lo que se necesitaba? ¿fue el pago suficiente? Si, lo fue.
7. Al sugerir que la muerte de Cristo satisfizo plenamente el poder herido de Dios, los teólogos medioevales estaban movidos por la figura del gran señor feudal, cuya dignidad fue herida o lastimada.

##### Textos
Juan 10:18.

##### Autores
1. Esta teoría también llamada la visión latina, apareció en primer lugar en la Patrística occidental y encontró una expresión concreta en la Edad Media (500-1500), en un entorno cultural, en donde el feudalismo era muy fuerte.
2. San Atanasio y San Ambrosio, ambos se refirieron a Cristo como el que cargó lo que cada uno merece cargar, pero la teoría fue perfeccionada y desarrollada en forma completa por Anselmo, particularmente en su famosa obra “Cur Deus Homo”. Muchos teólogos medievales posteriores trabajaron la teoría de la satisfacción de San Anselmo pero hicieron modificaciones.
3. Hugo de San Víctor, combinó la teoría jurídica de San Anselmo con la teoría clásica del rescate del dominio de Satanás. De acuerdo a esta teoría Cristo cumplió con la satisfacción debida a Dios por el deshonor que los pecadores le causaban a El, pero ahora alineado con las personas, Dios está dispuesto a liberar a los pecadores del dominio de Satanás.
4. Alejandro de Hales y Buenaventura siguieron el esquema anselmiano, pese a que eran reacios a reconocer la misma necesidad absoluta de la muerte como Anselmo había hecho.
5. Juan Wycliffe también siguió las líneas mayores de la satisfacción propuesta por San Anselmo.
6. La tradición reformada compartió mucho del lenguaje anselmiano, y algunas ideas de San Anselmo, focalizándose sobre los temas de la substitución penal y de la eficacia sacrificial de la cruz.

Calvino argumentó que Cristo tomó sobre sí mismo y sufrió el castigo que desde el justo juicio de Dios afligía a todos los pecadores, y que cargó aquellos males que habían conducido a que los pecadores fueran odiosos para Dios. Es decir que por su expiación y por su satisfacción, ofreció el sacrificio a Dios el Padre.

##### Positivo
1. Intentó tratar seriamente al pecado humano. Stott cree que Anselmo percibía con claridad la gravedad del pecado como una rebelión salvaje en contra de Dios, de su santidad incambiable y en contra de las perfecciones únicas de Cristo.
2. Correlacionó la encarnación y la muerte del Dios-hombre.
3. Colocó su muerte en el primer plano de la reflexión teológica.
4. San Anselmo es uno de los primeros teólogos en tratar el hecho de la culpa.
5. Enfatiza la obediencia hasta la muerte.

##### Negativo
1. Dios encarna más bien la figura de un señor feudal absoluto, dueño de la vida y de la muerte de sus vasallos.
2. Se pone demasiado énfasis en la divina majestad ofendida, negando el hecho de que Dios puede demostrar misericordia y perdón, sin dañar su honor o majestad.
Algunas expresiones tienden a enfatizar la majestad de Dios o el honor por sobre la santidad de Dios o por sobre su amor, y a plantear un conflicto entre la misericordia y la justicia.
3. No indica cómo la satisfacción por parte del Dios-hombre, ha de ser apropiada por los seres humanos individuales. Pero además, no pone en correlación adecuadamente la muerte de Jesús con el resto de la verdad cristiana. No deja lugar para la revelación en la encarnación misma. No enfatiza el papel de la resurrección.
4. Puso demasiado énfasis en la ira divina. Dios asume los rasgos de un juez cruel y sanguinario empeñado en cobrar todas las deudas referentes a la justicia. El Dios de San Anselmo tiene muy poco que ver con el Dios Padre de Jesucristo. Se le impone al mismo Dios un mecanismo atroz, violación-reparación, indicándole lo que necesariamente debe hacer.
5. Énfasis en una interpretación monetaria de la muerte de Cristo. Su teoría está marcada por su contexto cultural y eclesiástico. Estaba empapada de la ley romana con sus conceptos de castigo y deuda. Utilizó el término “satisfactio”, que Tertuliano había introducido al vocabulario cristiano, se valió del sacramento de la penitencia que estaba surgiendo, incluyendo la conmutación de los actos penitenciales por medio del pago de dinero. Hay un foco desproporcionado sobre las analogías comerciales de la Edad Media: rescate, pago, deuda, hasta negar otras analogías morales o familiares.
6. Marca una diferencia entre el Padre (acreedor riguroso) y el Hijo (bienhechor generoso). El énfasis sobre la satisfacción del Padre por el Hijo en algún momento parece exagerada y tiende hacia una separación entre un Padre rudo y un Hijo compasivo.
7. Basándose en una distinción nestoriana de las dos naturalezas del Dios-hombre,
interpretó la expiación como ofrecida a Dios por medio de la humanidad del Dios-hombre.
8. Esta teoría se focaliza en el honor lastimado de Dios, y prestó poca atención a la naturaleza penal y substitucionaria de la muerte de Cristo.
9. La satisfacción es una satisfacción requerida por la “ley” de Dios, o por el “honor” de Dios. Pero puede objetivarse la ley y el honor de tal manera que parecen existir como apartados de El.
10. En algunas de sus expresiones la teoría falla en enfatizar adecuadamente la obediencia de Cristo en su vida entera bajo la ley y se focaliza, primariamente, en la obediencia pasiva de Cristo, en sus sufrimientos, y en su muerte.
11. Puede correr el riesgo de enfatizar más la substitución de la pena, que la substitución de la persona que merece el castigo.

### Victoria Rescate

#### Definición
La teoría sigue el siguiente razonamiento:
1. En la lucha cósmica entre las fuerzas del bien y del mal, Satanás estableció el control sobre el hombre. Ireneo, entre otros, sugirió que fue por un acto de agresión injusta que este control fue establecido. Pero independientemente de cómo fue ganado el control, Satanás ahora es el poder que gobierna en el mundo. Como un gobernante del mundo, sus derechos no pueden ser simplemente dejados de lado, porque Dios no se inclinará a usar técnicas empleadas por el diablo. El mayor problema del ser humano, por lo tanto es su esclavitud a un dueño inepto, Satanás, al cual pertenecía justamente, según creían los Padres, debido a su pecado.
2. Hasta tal punto estábamos bajo la tutela de lo demoníaco, de lo alienante y de lo esclavizante que no nos podíamos liberar por nosotros mismos.
3. En cualquiera de las formas que la teoría adquirió en los primeros siglos, el tema dominante de la teoría fue la victoria sobre Satanás y la liberación de la humanidad de la esclavitud a él.
Vale decir que el tema central de la teoría es la expiación como un conflicto y una victoria. Cristo pelea en “contra de” y “triunfa sobre” los poderes perversos del mundo. Triunfa también sobre los tiranos bajo los cuales la humanidad está en prisión y en sufrimiento. En El, Dios reconcilia al mundo consigo mismo. Aulén, además, cree que el motivo del Cristo victorioso, muestra el “rescate de” y la “liberación de” la esclavitud del pecado, la muerte y el diablo. En este sentido, la teoría está en paralelo con la teoría del rescate, pero la teoría de la victoria enfatiza la victoria de Cristo sobre el pecado y por lo tanto se centra en la idea de la resurrección. Central en su comprensión son las ideas de la encarnación y el señorío de Cristo.
4. Esta teoría representa a la salvación operada por Jesucristo con la figura la esclavitud antigua. Por la emancipación de un esclavo se pagaba un precio determinado: el rescate. De esa manera quedaba redimido (En latín el término redimir proviene de “emere”, “redimere”, que significa comprar y liberar mediante un precio).
5. La muerte de Cristo fue el precio que Dios exigió y que fue abonado a fin de rescatar a los hombres prisioneros de Satanás. Algunos pocos creyeron que el precio fue pagado no a Satanás sino por ejemplo a la muerte (el caso de Juan de Damasco).
6. Gregorio de Nisa insistió sobre el concepto del rescate y utilizó una metáfora notable en relación con él mismo. Por medio de la caída, la humanidad pasó a estar “en poder de” y “bajo el control del” diablo. Dios tenía que tratar justamente con el diablo para poder emancipar a sus cautivos humanos. Pensando que Jesús era un obrador de milagros concebido virginalmente, el diablo decidió presumiblemente que sería conveniente aceptar un cambio o un rescate por sus cautivos. Pero el diablo no discernió que la divinidad estaba unida a la humanidad de Jesús. Por consiguiente:
“Para poder asegurar que el rescate a favor nuestro pudiera ser aceptado fácilmente por quien lo requería, la divinidad fue escondida bajo el velo de nuestra naturaleza, de manera que, como en el caso de un pez hambriento, el anzuelo de la divinidad fuera tragado juntamente con el cebo de la carne, y así, siendo introducida la vida en la casa de la muerte, y brillando la luz en la oscuridad, aquello que es diametralmente opuesto a la luz y a la vida pudiera desaparecer”.
Dios ofreció a su Hijo como un rescate, una oferta que el Diablo aceptó gustosamente. Con todo, cuando Satanás condujo a Cristo al infierno, descubrió que no podía retenerlo. Al tercer día se levantó triunfante y dejó a Satanás sin sus prisioneros originales, y sin el rescate que había aceptado en su lugar.
7. Parece obvio que Dios debió haber anticipado este hecho, pero el hecho de que Dios engañara al Diablo no parecía preocupar a los Padres. Ellos produjeron ilustraciones tales como el viaje de pesca. La carne de Jesús era el cebo o carnada, la deidad de Cristo era el anzuelo. Satanás se tragó el anzuelo con la carnada y fue atrapado.
8. Esta teoría de la expiación recibió varios nombres, tales como el rescate pagado al Diablo, la teoría clásica, o la teoría del anzuelo.
9. La teoría se focaliza no tanto en el hecho de que Cristo cargara con la penalidad de los pecadores, ni tampoco con la propiciación frente a la ira de Dios, más bien se focaliza en la tarea que el Señor hace al liberar a la humanidad de los poderes esclavizantes.
La teoría asumió dos formas:
```
a. Siguiendo a Marcos 10: 45, ve a la muerte de Cristo como un rescate pagado al Demonio. El mundo ha caído bajo el dominio de Satanás por culpa del pecado. En la cruz Dios entregó a Cristo a Satanás en cambio por las almas de aquellos que tenía cautivos. Satanás no pudo retener a Cristo, quien se levantó poderosamente de la tumba.
```

```
b. Siguiendo a Colosenses 2: 15, cree que Dios batalló con Satanás triunfando sobre la muerte y sobre el pecado, y rescató de una vez y para siempre, a aquellos que estaban cautivos de los poderes de las tinieblas.
```

10. John Lawson ha distinguido entre la doctrina de Ireneo referida a la persuasión del Diablo por parte de Cristo a los efectos de que soltara a la humanidad, y su enseñanza acerca de Cristo el Vencedor o Campeón, quien por medio de la obediencia, tanto en la vida como en la muerte, puso en práctica una “recapitulación” distinta a la vida del desobediente Adán.
11. El rescate fue determinado por, pagado a, y aceptado por Satanás. Esto mitiga hasta cierto punto el cargo que la teoría del rescate hace a Dios como un comerciante de alguna manera deshonesto.
12. Centrales a la comprensión de esta teoría eran la encarnación y el señorío de Cristo. En su sentido de liberación y rescate la teoría de la victoria es paralela a la del rescate, pero pone más énfasis en la victoria sobre el pecado y está, por lo tanto, centrada en la idea de la resurrección.

#### Textos
Mateo 20:28 y Marcos 10:45.

#### Autores
1. La idea de que fue el Diablo quien hizo que la cruz fuera necesaria, fue bastante extendida en la iglesia primitiva, incluso hasta el siglo XI: Ireneo (130?-202?); Orígenes (185?-254?); Gregorio de Nisa (335-399; Agustín (354-430); Bernardo de Clairvaux (1091-1153).
Después de Anselmo, y bajo mucha crítica, dejó de ser usada. Fue Gustaf Aulén, con su obra Christus Victor, quien, luego de tantos siglos, la rescata, sugiriendo que detrás de lo que parece grotesco hay, sin embargo, una gran verdad.
2.  San Ireneo interpretó la muerte de Cristo como una victoria sobre el pecado, la muerte, y sobre el Diablo.
3. Orígenes mantuvo que en razón del pecado de la humanidad estábamos en las garras de Satanás y como un intercambio para la liberación de las almas que estaban bajo su poder, Satanás demandó la sangre de Cristo. Satanás liberó a las almas aprisionadas cuando Dios le dio a Cristo como un rescate (lytron). Orígenes creyó que Satanás fue engañado en la transacción por dos cosas: a. La humanidad de Cristo escondía su divinidad, así que cuando Satanás se tragó la carnada de la carne de Cristo, se entrampó en el anzuelo de su divinidad, b. Satanás descubrió que no podía mantener a Cristo en el infierno, así que en el tercer día, el Salvador se levantó poderosamente de la tumba. Orígenes lo resumió así: “el Diablo una vez reinó sobre nosotros hasta que el alma de Jesús fue dada como rescate a aquel que se engañó a sí mismo pensando que podría enseñorearse sobre Jesús”.
4. San Gregorio de Nisa repitió esta idea, y justificó el engaño, entre otras cosas porque el engañador recibió lo que “merecía” dado que en su momento, él mismo fue engañador. En su Catecismo también usa la figura del anzuelo. El anzuelo de la divinidad es engullido con la carnada de la carne de Cristo, y por lo tanto, la vida es introducida en la casa de la muerte, como lo hace un pez hambriento.
5. San Agustín usó la imagen de una trampera de ratones, como Pedro Lombardo, “encarnada con la sangre de Cristo”. Naturalmente no todo el mundo acepta estas figuras. R. W. Dale opinaba que estas ideas eran “intolerables, monstruosas y profanas”. (Stott, 1989, p. 113-4).
6. La idea del rescate pagado a Satanás fue repudiada con desprecio e indignación por Gregorio de Nacianzo, tanto como la idea de que Dios requiriera un rescate. (Berkhof, 1975, p. 167) Berkhof, L. 1975. The History of Christian Doctrines, Baker Book House, Michigan.
7.  SanJuan de Damasco usó la misma imaginería excepto que identificó al enemigo con la muerte más que con Satanás. Creía que la muerte se aproximaba y tragaba la carnada del cuerpo quedando entrampado en el anzuelo de la divinidad. Y habiendo probado aquel cuerpo inocente y dador de vida, ella misma era destruida, vomitando a aquellos que previamente había devorado.
8. No todos los autores están de acuerdo en cuanto al enfoque de Lutero. No obstante, es cierto que expresó el tema del Cristo Vencedor. Declaró que Jesucristo “me ha redimido a mí, una criatura perdida y condenada, me ha rescatado y liberado de todos los pecados, de la muerte y del poder del diablo; no con plata ni oro, sino con su santa y preciosa sangre y con sus sufrimientos y su muerte inocentes”.
Al explicar cómo Jesucristo llegó a ser su Señor, Lutero declaró: “Significa que me ha redimido del pecado, del diablo, de la muerte y de todo mal. Antes de esto no tenía Señor y Rey sino que era prisionero bajo el poder del diablo”.
Al comentar acerca de Gálatas 3: 13 afirmó: “Cristo el poder de Dios, justicia, bendición, gracia y vida, vence y destruye a estos monstruos: el pecado, la muerte y la maldición, sin guerra o armas, en su propio cuerpo y en sí mismo”.
El himno más célebre de Lutero alude al conflicto y a la victoria:
```
  ¡Que muestre su vigor
  Satán, y su furor
  Dañarnos no podrá,
  Pues condenado es ya
  Por la Palabra Santa!.
```

Lutero se refirió al fraude y al engaño del Diablo, usando la analogía del pescador, el anzuelo y la lombriz, afirmando que al tragarlo a Cristo, el Diablo se asfixió, fue muerto y tomado prisionero por Cristo.
9. Entre los teólogos contemporáneos que sostienen la teoría está Gustav Aulén, quien cree que pese a que las figuras de los Padres son crudas, sin embargo, contienen la verdad de que en Cristo, Dios triunfa sobre el pecado, la muerte y el Diablo, en un drama cósmico gigantesco, que termina en la muerte de Cristo. Para Aulén, el trabajo expiatorio de Cristo significa una victoria. El Diablo y los demonios son vencidos. El pecado es derrotado. Cristo, en su muerte, “batalló contra” y “ganó a” los espíritus malignos y poderosos. Como resultado de su victoria, las personas que estaban cautivas, fueron liberadas y ganaron la esperanza de la vida eterna.
Aulén llegó a ser el mayor representante del tema de Cristo Vencedor en el siglo XX. Lo denominó el punto de vista clásico, dramático, y lo consideraba la vía principal, para explicar la doctrina de la expiación. “Por mi propia parte, estoy convencido de que ninguna forma de la enseñanza cristiana tiene futuro alguno salvo que mantenga firmemente en vista la realidad de la maldad que hay en el mundo y salga a combatir el mal con un himno de batalla triunfante”.
10. Muchos himnos de Pascua, y una buena parte de la devoción cristiana apuntan a este mismo elemento de victoria.

#### Positivo
1. Esta representación del cautiverio y del rescate pretende poner de relieve la gravedad de la perdición humana. No nos poseíamos; éramos poseídos por algo que no nos dejaba ser auténticos.
2. Muchos autores ven muy apropiada la idea para personas que viven continuamente exclavizados por sistemas opresores, tanto sociales como religiosos.
Cristo nos liberó realmente de ese cautiverio; partiendo de una nueva experiencia de Dios y de una nueva praxis humana, se presentó como hombre libre, liberado y liberador. Con la muerte violenta sufrió y pagó el precio de esa libertad que había asumido en nombre de Dios.
No solamente es derrotado el pecado personal sino también el corporativo.
3. Los dos temas (victoria y rescate) hacen de la expiación una obra esencialmente divina.
La obra de Cristo es considerada el movimiento de Dios hacia los hombres.
En realidad los dos temas hacen de puente entre las teorías objetivas y subjetivas. Son objetivas por el hecho de que la expiación no está dirigida a la humanidad, y son subjetivas porque le permiten a los seres humanos creyentes la oportunidad de participar en la victoria de Cristo por sobre los poderes.
4. Los dos temas presentan el pecado y la salvación como un conflicto cósmico entre Dios y los poderes malignos. La expiación de Dios es el drama de la salvación del mundo.
5. Los dos temas relacionan la cruz de Jesús más íntimamente con su resurrección y con su vida y ministerio en la carne que la mayoría de las teorías.

#### Negativo
1. Le atribuye a Satanás más importancia que la que le asigna la Escritura. La cruz es vista como una transacción divina, en donde el Diablo demanda un precio de rescate para liberar a sus cautivos.
2. La redención y el precio pagado por ella se realizan exclusivamente entre Dios y el Diablo. El ser humano no es más que un espectador interesado pero no participante. Lo que ocurre es un drama salvífico suprahistórico.
3. El tema del rescate, tal como se lo empleó en la edad patrística, presupone lo que muchos cristianos modernos consideran imágenes grotescas e inaceptables.
4. El tema del rescate tal como fue articulado por ciertos Padres, presenta un problema ético al enseñar que el Diablo fue engañado o embaucado.
5. La teoría no permite un uso figurativo del término “rescate” en Marcos 10: 45, obligando a pensar en una persona.
6. El tema del Vencedor, especialmente en Conner, magnifica de tal modo la inevitabilidad de la cruz que pone en peligro la libertad de la gracia de Dios y del sacrificio voluntario de Jesús.
7. Los dos temas celebran la victoria de Cristo, pero realmente no especifican de qué manera el creyente se apropia de esa victoria.
8. El tema del Vencedor tal como lo expone Aulén, excluye otras metáforas y otros conceptos bíblicos de lo que es una interpretación singular y exclusiva de la obra de Cristo.
9. Watson protestó ante la antítesis que Theodosius Harnack ve en la teología de Lutero entre la victoria sobre los poderes y la sustitución penal. El mismo tipo de protesta puede oponérsele a Aulén. Los temas de la victoria sobre los poderes y la substitución penal no son alternativas mutuamente incompatibles como, por ejemplo Aulén, parece implicarlo.

### Influencia moral

#### Definición
La teoría de la influencia moral sigue el siguiente razonamiento:
1. El primero en desarrollarla fue Pedro Abelardo en reacción a la idea de Anselmo. Abelardo enfatizó la primacía del amor de Dios e insistió en que Cristo no hizo ninguna clase de pago sacrificial al Padre para satisfacer su dignidad ofendida. Al contrario, Jesús le demostró al hombre la extensión total del amor de Dios por él. Fue el temor del hombre y su ignorancia de Dios lo que necesitó ser rectificado, lo cual se realizó por medio de la muerte de Cristo. Por tanto el mayor efecto de la muerte de Cristo cayó sobre el hombre más que sobre Dios.
2. La visión subjetiva se focaliza en el cambio de actitud que la muerte de Cristo produce en los pecadores. Los proponentes suponen que no había obstáculos en Dios a ser superados para restablecer a los pecadores en su comunión con el Creador. De parte de Dios no había ninguna necesidad, ni la de hacer justicia, ni la de aplicar la ira. La única barrera estaba en el distanciamiento de las personas en sí mismas, en su orgullo pecaminoso, en sus voluntades endurecidas.
3. Sin negar todos los aspectos objetivos, esta tradición enfatiza la apropiación subjetiva de la cruz, sosteniendo que la intención central de la muerte de Cristo es servir como un ejemplo supremo del amor divino, despertando, generando y capacitando, para una respuesta de amor del ser humano. La responsabilidad moral de la persona es animada por el ejemplo de la persona de Jesús como humano que es. La muerte de Cristo evidencia la sinceridad de su enseñanza. La muerte de Cristo fue importante porque movía al arrepentimiento y a la fe.
4. Para esta teoría la muerte de Cristo permite al ser humano hacer realidad las tres necesidades humanas más básicas:
a. El ser humano necesita una apertura hacia Dios, una inclinación a responderle.
Jesús con su muerte quita el temor por Dios, que es la respuesta natural de un pecador frente a Dios. Por lo tanto Cristo no nos muestra primero la infinita santidad y pureza de Dios sino su preocupación por nosotros, la que se manifiesta al entrar El en nuestra situación, y muriendo la muerte más amarga que se pueda concebir.
b. El ser humano necesita una genuina y profunda convicción de pecado personal y el arrepentimiento que resulta del mismo. En adición al conocimiento intelectual y objetivo del error que da la ley, necesitamos una convicción interna que guíe a un genuino sentido de tristeza por lo que hemos hecho a Dios. Cuando lo vemos a El, a quien hemos atravesado con nuestro pecado, nuestra actitud se ablanda. A diferencia de Judas, que se suicida, nosotros no seremos enfriados, endurecidos, o repelidos por el dolor que acompaña el reconocimiento de nuestro pecado, al contrario, daremos la bienvenida a la angustia. Como Pablo, al oír las palabras "Yo soy Jesús a quien tu persigues" (Hechos 9:5), veremos que la resistencia por Dios desaparece. Iremos a Jesús en amor.
c. El ser humano necesita inspiración. Las descripciones abstractas de la santidad ayudan, pero su exposición práctica y personal la hace real para nosotros. No queremos definiciones teológicas de Dios, dice Bushnell, "lo que queremos es un amigo al que podemos sentir como hombre, y a quien precisamos aceptar y amar".
La vida y los sufrimientos de Cristo eran concebidos como una demostración del amor divino para reconciliar al ser humano con Dios, quebrando su resistencia y trayéndolo a una vida de compañerismo con Dios. Según esta teoría, no hay una necesidad específica de satisfacer la naturaleza divina, o los problemas de su gobierno moral.
Horace Bushnell, el padre del liberalismo americano, creyó que la cruz mostraba el sufrimiento amoroso de Dios por sus criaturas. No es que el sufrimiento apacigüe a Dios, pero exhibe el invencible amor del corazón de Dios. Subjetivamente la muerte de Cristo desata un poder moral en el mundo que ablanda a los corazones endurecidos y guía a los pecadores al arrepentimiento.
La muerte de Cristo ocurrió para impactar con poder en nuestro carácter. Buscando retener algún lazo con la ortodoxia, Bushnell sugirió que los conceptos tales como los de la ira, el sacrificio, la sangre y la expiación, mueven los sentimientos, estados y afectos morales de los adoradores. A pesar de retener el lenguaje tradicional Bushnell vio la expiación como el poder del amor que evoca el arrepentimiento y transforma el carácter.
5. L. H. DeWolf también subscribe la visión moral de la expiación. En la cruz los pecadores:
```
a. Negativamente, ven la vileza de sus pecados vívidamente representados.
b. Positivamente, aprenden que Dios sufre amorosamente con ellos en su alienación.
Por lo tanto como hombres y mujeres contemplan la cruz en donde Dios actuó en Cristo y son movidos a poner su esperanza en el Padre, a arrepentirse con fe, y a servirle en amor obediente.
```

En este caso la muerte de Cristo es vista como una demostración del amor de Dios que busca despertar o generar respuesta de amor de la humanidad.
La cruz es un modelo del pensamiento y la disposición que debe tener el cristiano.
En ninguna otra parte se ve más claro la naturaleza profunda y la malignidad del pecado que en la cruz. Pero la cruz también revela un paradigma de justicia, el de la vida sin pecado dada por otros, la cual el cristiano está capacitado para seguir por gracia. Así que la cruz no produce sólo un ejemplo moral, sino que también puede ser un verdadero ejemplo de poder. Es decir que la cruz ayuda a rescatar del yugo de esclavitud, pero además anima a seguir el camino de la cruz por imitación.
La cruz revela el amor de Dios por los pecadores, y hace un apelativo desafiante a responder amorosamente, generando o despertando el arrepentimiento por los pecados.

#### Textos
El texto clásico es Juan 15: 13: "Nadie tiene mayor amor que éste, que uno ponga su vida por sus amigos". 2 Corintios 5: 14-15; Efesios 5: 1-2; Filipenses 2: 5-8.

#### Autores
1. En Clemente de Alejandría (185?-254?), ya hay alguna idea de la teoría de la influencia moral. Pero en realidad el que primero la desarrolla es Pedro Abelardo (1079-1142) en reacción a la idea de Anselmo.
2. Versiones de la teoría pueden encontrarse en F. D. E. Schleiermacher (1768-1834) y Horace Bushnell (1802-1876).
Para Schleiermacher la perfecta auto-consciencia de Dios es la base para la reconciliación divina-humana. Profundamente compasivo con la humanidad, Cristo se identificó con los débiles y se expuso a sí mismo a los sufrimientos que vienen del pecado, principalmente sobre la cruz.
La fe se va generando, y despertando en los que miran el sacrificio. Son también arrastrados al círculo de sus auto-conciencias, compartiendo el sentido de filiación de Hijo, aliviándose de su sentido de la ira de Dios, y formando consciencia de la buena voluntad de Dios. Schleiermacher quería evitar la temática de la satisfacción vicaria, y de la ira divina. Para él la expiación fue principalmente la empatía con el pecador, la que fue suficientemente fuerte como para estimular una actividad redentora, y para absolver a todos los hombres gracias a su compañerismo vital. Es decir que buscando liberar a las doctrinas de la expiación del objetivismo, sobreenfatizó el aspecto subjetivo con la tendencia a hacer de nuestra pobre experiencia la medida de lo que Dios es.
Horace Bushnell, propuso el sacrificio sustitutivo, como el concepto clave para entender el sufrimiento y la muerte de Jesús. "Sustituto" no significa que Jesús hubiera cargado con los pecados en lugar nuestro para cumplir con la justicia de Dios sino más bien que se identifica con empatía con los seres humanos. Sufrió "sus adversidades y sus dolores" y tomó sobre sí "la carga de sus maldades".
El amor es un principio fundamentalmente sustitutivo en su propia naturaleza y así la cruz demuestra que Dios el Padre sufrió, "pues hay una cruz en Dios antes que el madero haya sido visto sobre el Calvario”.
5. L. H. DeWolf también subscribe la visión moral de la expiación.
6. Formas subjetivas o morales de explicación de la expiación son hoy sostenidas por comentaristas de la escuela liberal.
7. Hastings Rashdall sostiene esta visión en “la Idea de la Expiación” (1919).
8. El conocido himno “La Cruz Excelsa al Contemplar” (HB 109), de Isaac Watts, 1707, tiene mucho de esta teoría.
La Cruz excelsa al contemplar
Do Cristo allí por mí murió,
Nada se puede comparar
A las riquezas de su amor.
Yo no me quiero Dios, gloriar
Más que en la muerte del Señor.
Lo que más pueda ambicionar
Lo doy gozoso por su amor.
Ved en su rostro, manos, pies
Las marcas vivas del dolor;
Es imposible comprender
Tal sufrimiento y tanto amor.
El mundo entero no será
Dádiva digna de ofrecer.
Amor tan grande, sin igual,
En cambio exige todo el ser.

#### Positivo
1. Sostiene y enfatiza que la muerte de Jesús ocurrió como consecuencia del amor de Dios por los seres humanos pecadores y que es una revelación de ese amor divino. La obra salvífica de Jesucristo revela el amor de Dios y el amor de Cristo es (en efecto) el amor de Dios.
2. La teoría presenta con razón a Dios como Padre –que es el término y el concepto central de la enseñanza de Jesús- no como Engañador del Diablo, Señor Feudal o Juez Gobernante.

#### Negativo
1. La teoría tiene un optimismo demasiado grande en el ser humano, debilita el concepto de pecado y el del juicio. Asume de manera muy optimista que nuestra voluntad no está realmente afectada por el pecado y que no se requiere castigo por el pecado. La teoría está basada en una concepción de la naturaleza humana bastante diluida y debilitada.
2. La teoría minimiza cualidades tales como la justicia, la santidad y la rectitud divina. La naturaleza de Dios es esencialmente amor. Tiene la tendencia a poner la fuerza en el amor de Dios, pero a expensas de la justicia. Obviamente el texto bíblico enseña que la justicia divina debe ser satisfecha, su santidad debe ser vindicada, y su ley debe ser honrada.
Atribuir mayor importancia a un atributo por sobre otro, crea una falta de balance en el ser de Dios. Es difícil decir que Dios es más santo que justo, o más justo que amoroso, etc.
3. La teoría niega la existencia de una base objetiva en el proceso de la expiación. La teoría reconoce, correctamente, que el gran amor demostrado por Cristo en sus sufrimientos y en su muerte, ejerce una poderosa influencia sobre los seres humanos para que se reconcilien con Dios. Pero, paralelamente, disminuye la extensión de ese amor, negando que los sufrimientos de Cristo estén también relacionados con la satisfacción de la justicia de Dios, lo que demanda que Cristo soporte sobre sí mismo la pena por el pecado.
4. Esta visión localiza el poder efectivo de la expiación en la experiencia personal. Pero carece de objetividad, más allá de esta experiencia. Esta teoría olvida que no es sólo la humanidad la que necesita ser reconciliada sino primeramente la santidad de Dios. La única uchale necesidad de reconciliación que descubre es en la naturaleza moral de la humanidad, pero falla en indicar por qué la justicia de Dios debe aplicar un castigo por nuestras faltas.
5. La teoría involucra en la expiación sólo algunos aspectos de la persona de Cristo descuidando algunos muy importantes. En realidad quien realiza la expiación no es sólo un ser humano ejemplar sino el Hijo de Dios enviado. Es cierto que la enseñanza humana de Cristo es clave, pero si no se muestra algo de su enseñanza trascendente, es difícil entender el significado y el valor de la muerte de Cristo. Hace de la vida el enfoque esencial de su trabajo, sin dar mucho valor a la muerte de Cristo.
6. En la Biblia Cristo sufre con la humanidad pero también sufre por la humanidad. Una premisa vicaria ignorada en la teoría.

### Sociniana

#### Definición
NOTA: no confundir o identificar la teoría de la influencia moral con la teoría moral. Son distintas y poseen ideas fundamentales diferentes.
La teoría sociniana sigue el siguiente razonamiento.
1. Socino vio a Cristo como un profeta y como un maestro que daba instrucción a sus alumnos sobre el mal, definido como ignorancia, y los bendecía con los beneficios del conocimiento. La muerte de Cristo era vista como un acto final de heroísmo moral, como un ejemplo único de paciente sufrimiento, el cual despertaba el arrepentimiento y la fe.
"Jesucristo es nuestro Salvador porque nos anunció el camino de la salvación eterna, la confirmó y en su propia persona, tanto por medio del ejemplo de su vida como por su resurrección, la mostró claramente (la vida eterna), y la brindará a los que tenemos fe en él".
La teoría sociniana tiene una visión adopcionista de Jesús como un profeta humano elegido por Dios para ser su Hijo. Los socinianos creyeron que en su vida y en su muerte Jesús modeló la vida moral que Dios espera de la vida humana. Jesús es un ejemplo de resistencia obediente hasta la muerte, ejemplo que inspira a las personas a perseguir su auto-reforma. Socino decía: “Cristo quitó los pecados porque El atrae por medio de promesas celestiales y es fuerte para mover a todos los hombres a la penitencia mientras que los pecados son destruidos. El arrastra a todos los que no han perdido la esperanza de dejar sus pecados y de abrazar celosamente la rectitud y la santidad”. A medida que los pecadores se arrepienten y luchan por vivir moralmente, experimentan el perdón de Dios. Socino creía que la muerte de Cristo fue un estadio preliminar al evento crucial de su exaltación al Cielo, allí, en el mundo celestial, tomó el oficio sacerdotal y ofreció un verdadero sacrificio, lo que constituye su representación de los creyentes delante del Padre.
Jesús es nuestro Mediador "no porque apacigüe a un Dios airado con los hombres, sino porque Dios lo utiliza como anunciador e intérprete".
2. Para los Socinianos la muerte de Jesús cumple dos necesidades humanas:
```
a. Primero, cumple la necesidad de ser un ejemplo de aquel amor total hacia Dios que debemos mostrar si queremos experimentar la salvación. Jesús amó a Dios de manera tan completa que estaba dispuesto a morir, si fuera necesario, por los principios del Reino de Dios.
```

```
b. Segundo, la muerte de Jesús nos da inspiración. El ideal de amor total por Dios es tan alto que parece inasequible. La muerte de Jesús es prueba de que tal amor está dentro de la esfera de la realización humana. ¡Lo que pudo hacer, nosotros también podemos hacerlo! Probablemente no vamos a tener que atravesar la clase de muerte que El sufrió, pero podemos estar seguros de que somos capaces de soportar lo que un compromiso total por Dios nos demande.
```

3. Además, "la fe no es la creencia en que por la muerte de Cristo nuestros pecados sean borrados, sino más bien el obedecer a Cristo y a Dios y el creer lo que Cristo enseñó"
La conducta de Jesús, de noble mártir, virtuosa y amorosa, tanto en la vida como en la muerte, nos muestra cómo debemos amar a Dios y cómo debemos amarnos unos a otros, y nos muestra cómo podemos convertirnos y reconciliarnos con Dios.
Es decir que el efecto del trabajo de Cristo es cambiar las relaciones de Dios con el ser humano, lo que asegura un cambio en la relación del ser humano con Dios. En esto consiste realmente la reconciliación.
Con todo, en Cristo como el substituto del ser humano, la humanidad se aproxima a Dios representativamente sufriendo por el pecado y arrepintiéndose del mismo.
“Él es un individuo, pero un individuo relacionado vitalmente a cada ser humano. El prefirió ser llamado el Hijo del Hombre. Pablo ve en Él la Cabeza de la humanidad, el segunda Adán”.
4. Al conocer los sufrimientos y la muerte de Cristo, el ser humano es conducido al arrepentimiento.
“El castigo y las consecuencias del pecado hacen real, tanto el aborrecimiento del pecado que tiene Dios, como la rectitud de la ley. Los sufrimientos y la muerte de su único Hijo, también ponen en evidencia el odio que Dios tiene hacia el pecado, y la rectitud de la autoridad de la ley; por lo tanto el castigo no necesita ser exigido”.

#### Textos
1 Pedro 2: 21.

#### Autores
1. Laelius Socinus (1525-1562) y su sobrino Faustus Socinus (1539-1604).
2. Ritschlianos de izquierda: Adolf Harnack
Para los ritschlianos de izquierda Jesús era considerado un creyente en Dios el Padre y un mártir por su pueblo.
Si Jesús murió como mártir, entonces presumiblemente los seres humanos son salvados al seguir su ejemplo de obediencia a la voluntad de Dios aun hasta la muerte.
No solamente los ritschlianos de izquierda, sino también el protestantismo liberal en general, ha tendido a enfatizar la vida de Jesús y a minimizar el aspecto salvífico de su muerte, mientras que los protestantes más conservadores han tendido a enfatizar la muerte de Jesús y a minimizar la importancia de su vida.
3. La Nueva Teología, de la cual Andover es una de las más prominentes. Ver la serie de artículos sobre la “Progressive Orthodoxy”, publicados en los cuatro volúmenes de 1885 en la revista Andover Review.

#### Positivo
1. Subraya la muerte de Jesús como un ejemplo para los cristianos.
2. Ofrece un modelo extraordinario de confesión y arrepentimiento por el pecado.
Claro que hay que ver qué se quiere decir cuando se habla de ser un ejemplo. El uso que hace el Nuevo Testamento de la muerte de Jesús como ejemplo no es el significado central de su cruz, sino más bien la consecuencia de su cruz. “La cruz no puede ser mi ejemplo, a menos que sea primero mi redención”.

#### Negativo
1. Esta teoría tiene escaso fundamento bíblico para su concepción de la naturaleza del pecado.
2. Descuida la santidad y la justicia de Dios.
3. Desplaza el énfasis sobre la obra salvífica de Cristo desde su muerte hacia su doctrina, sus milagros y/o su resurrección. La teoría cree que la vida y la muerte de Cristo fueron sólo ejemplos para nosotros de la manera en que deberíamos vivir y someternos a Dios. Hay poco énfasis en la obediencia activa y pasiva como el fundamento de la salvación.
Esta aproximación a la expiación tiende a ver la muerte de Cristo como apenas un poco más que la muerte de un mártir noble. Lo que redime es finalmente un poco más que su ejemplo humano de fidelidad al deber, incentivando la respuesta moral. Lutero decía que es como llegar hasta un punto del camino donde el camino se acaba y hay sólo agua; si en ese momento alguien nos señalara el lugar en donde está la meta no nos serviría de mucho si no nos ayudaran a cruzar.
Los seres humanos necesitan no sólo la instrucción, sino ser perdonados de sus pecados. Necesitan no sólo ser iluminados sino ser redimidos del pecado, porque no son sólo ignorantes sino corruptos, no son sólo finitos sino pecadores, y no son sólo aquellos que se sienten culpables, sino que son efectivamente culpables.
4. La teoría muestra poca evidencia de la forma en que Dios aborrece al pecado, aunque obviamente demuestra su deseo de que el ser humano no persista en el mismo. El pecado es una gran calamidad, no un mal atroz.
5. No provee una explicación adecuada de los impresionantes sufrimientos y de la agonizante muerte de Jesús. La angustia y el abandono por parte del Padre son insuficientemente explicados, si uno se basa en la hipótesis de que Cristo murió como un mero testigo de la verdad. Muchos testigos no tuvieron un Getsemaní.
La teoría reconoce que el pecador merece castigo, pero el castigo no es cargado por Cristo. Todo lo que Cristo hace es sufrir, pero los sufrimientos y la muerte no son reconocidos como castigo soportado en lugar del pecador. No hay ninguna transferencia sobre Cristo de la culpa del pecado del ser humano. Cristo no es un substituto que carga la pena por el pecado, es sólo un substituto que representa a la humanidad en su aproximación a Dios en la confesión del pecado y en su arrepetimiento por el pecado. Los sufrimientos y la muerte no quitan el pecado, ni hacen expiación por él. Cristo es el gran confesor y el penitente en lugar de los seres humanos.
Vale decir que la teoría niega el aspecto sustitutivo de la obra salvífica de Cristo y tiende a no explicar cómo los seres humanos son liberados de la culpa del pecado.
6. de Socino hacia Cristo era un término medio imposible. Por un lado, Cristo debía ser adorado, pero por el otro lado Cristo era solamente un hombre.
9. En algunos autores como Adolf Harnack, el Evangelio tal como Jesús lo proclamó, pareciera tener que ver solamente con el Padre y no con el Hijo.
10. Si la muerte de Jesús fuera solamente el deceso de un mártir humano, entonces la cruz no personificaría la actividad redentora de Dios. Su muerte puede tener valor excepcional para nosotros porque Él era una persona excepcional. El valor del sufrimiento y de la muerte de Jesús dependen no sólo de su humanidad sino de su divinidad.

### Gubernamental

#### Definición
La teoría gubernamental argumenta de la siguiente manera:
1. Dios es un ser muy santo y recto, quien estableció ciertas leyes. El pecado es una violación de estas leyes. Las violaciones de la ley, con todo, no deben pensarse como ataques a la persona de Dios como un ser individual privado, sino como ataques a su condición de gobernador y administrador de la ley. Por lo tanto, Dios gobernador tiene el derecho a castigar el pecado, porque el pecado es inherentemente merecedor de castigo.
Hugo Grocio fue el primero en exponer la teoría gubernamental de la expiación. Grocio vio a Dios como un gobernador del mundo que preserva su gobierno moral. Su texto bíblico clave era Isaías 42: 21.
Intentó un terreno medio entre los socinianos y los reformadores calvinistas. Contra los sociniamos decía que Dios exige el castigo por el pecado, para mantener el orden moral del universo. Contra los Reformadores insistió en que Cristo no cargó con toda la culpa del pecado humano, y no propició por la ira de Dios.
Grocio mantuvo que la muerte de Cristo fue una ofrenda real hecha a Dios. Y una ofrenda que muestra la justicia divina. A pesar de esto el amor divino modificó las demandas de una justicia estricta y por lo tanto Dios no necesitó exigir la completa penalidad por el pecado. La ofrenda de Cristo puso a Dios favorable para perdonar los pecados y para restablecer el compañerismo de los pecadores. Dios pudo haber relajado su ley y no castigar a Cristo, pero esto no hubiera logrado la máxima disuasión para futuros pecados. Este es el componente subjetivo de la expiación. Para Grocio el castigo infligido a Cristo es ejemplar y comunica el odio de Dios hacia el pecado e introduce el miedo en el corazón de las personas para que deseen dejar el pecado y buscar la reforma.
Grocio argumentaba que Dios se propuso usar los tormentos de Cristo para crear un ejemplo contra las faltas tremendas de todos nosotros.
Dios ha elegido hacerlo de una manera tal que manifieste al mismo tiempo su clemencia y su severidad. Dios puede perdonar el pecado, pero también puede tomar en consideración el interés de su gobierno moral.
2. La muerte de Cristo fue por interés en la humanidad. Si se diera el perdón de sus pecados demasiado libremente, hubiera resultado en una disminución de la efectividad y la autoridad de la ley. Fue necesario, por lo tanto, tener una expiación que proveyera las bases para el perdón y simultáneamente retuviera la estructura del gobierno moral. La muerte de Cristo sirve para cumplimentar ambos fines.
La muerte de Cristo no fue un castigo, por el contrario, hizo que el castigo fuera innecesario. De hecho ninguna pena puede ser atribuida o transferida a Cristo, porque el castigo no puede ser transferido de una persona a otra. El castigo es personal para el individuo. Si pudiera ser transferido, la conexión entre el pecado y la culpa sería cortada.
El sufrimiento de Cristo, por lo tanto, no fue un soporte vicario de nuestro castigo, sino una demostración del odio de Dios por el pecado, una demostración que intenta inducir en nosotros horror por el pecado. Cuando nos volvemos del pecado, podemos ser perdonados. Por lo tanto, aunque no haya castigo, la justicia y la moralidad son mantenidas.
3. Al describir la muerte de Cristo, Grocio usa el término "substitución penal". No significa que la muerte de Cristo fuera una pena que cae sobre él como un substituto de la pena que debe aplicarse por los pecados de la humanidad. Lo que Dios hizo a través de la muerte de Cristo fue demostrar el sufrimiento que la justicia de Dios requerirá de nosotros si continuamos en pecado. Al subrayar la seriedad de quebrar la ley de Dios, y la atrocidad del pecado, la demostración de la justicia de Dios es tanto más impresionante en vista de quien es Cristo.
Los sufrimientos y especialmente la muerte de Cristo fueron sacrificiales, no fueron el castigo de la ley sino un significado equivalente al mismo, eran representativos del mismo y un substituto por ese castigo.
El sufrimiento del Cristo traspasado es suficiente para disuadirnos del pecado. Si nos volvemos del pecado, podemos ser perdonados y el gobierno moral de Dios preservado. Debido a la muerte de Cristo, por lo tanto, es posible para Dios olvidar los pecados sin una caída de la fibra moral del universo.
Dios entregó a su Hijo al sufrimiento y a la muerte para demostrarle a la humanidad que el pecado no le es indiferente.
2. Dios, desea bendecir a los seres humanos y hacerlos felices, pero no puede hacerlo debido al merecido castigo eterno a raíz del pecado.
Pero como no es injusto ser castigado por otro, no fue una injusticia que Dios utilizara los “tormentos” y la muerte de Jesús “para establecer un importante ejemplo en contra de la inmensa culpa de todos”.
Si Dios aceptara la impunidad, debilitaría el concepto del pecado con sus implicancias y consecuencias.

#### Textos
Isaías 42: 21

#### Autores
1. Algunos Padres de la Iglesia trabajaron la idea del gobierno divino del universo, por ejemplo Gregorio de Nacianzo (330-390). También Atanasio habló de los problemas divinos en cuanto al gobierno.
2. Pero fue Hugo Grocio (1583-1645), abogado y teólogo, el primero en sistematizar la idea de la teoría gubernamental de la expiación, en su libro sobre los Socinianos.
3. Defensores del movimiento arminiano sostuvieron la teoría gubernamental: Jacobo Arminio (1560-1609); Episcopius (1583-1643); Curcellaeus (1586 1659); Limborch (1633-1712). Fuera de Holanda el arminianismo ejerció influencia en Francia, Suiza, Alemania, Inglaterra, y en Estados Unidos. Influyó en denominaciones como el Metodismo. Arminio afirmó: “Cristo murió por todos los hombres y por cada individuo”. Deseando que nadie perezca en sus pecados, Dios derramó gracia previniente universalmente y esto dio su salvación a todos, a través de la proclamación del Evangelio en todo el mundo.
4. También sostuvieron esta idea: La Nueva Teología de Inglaterra; Jonathan Edwards (1703-1758); su hijo (1745-1801); Nathaniel Emmons (1745-1840); Caleb Burge (1782-1838); N.W. Taylor (1786-1858); C. G. Finney (1792-1875); muchos Congregacionalistas, la Nueva Escuela Presbiteriana, y otros grupos dentro de la línea de la llamada Teología Americana.
5. En el siglo XIX el teólogo metodista John Miley en su Atonement in Christ y en su Systematic Theology rechazó la satisfacción penal que habían sugerido los reformadores. Miley creía que la soteriología wesleyana excluía la teoría de la satisfacción, y requería la gubernamental como la única teoría consistente consigo misma. Más recientemente el teólogo nazareno. J. Kenneth Grider en su obra de 1994, A Wesleyan-Holiness Theology, también sostiene la teoría gubernamental.

#### Positivo
1. Concibe a Dios como Soberano benevolente del universo, idea descuidada en los conceptos de Dios de Anselmo y Calvino. Enfatiza que “Dios quien es santo amor, perdona de tal manera que en el perdón hace que el pecado se nos torne detestable”.
2. Retuvo las ideas de la sustitución y del sufrimiento voluntario de Cristo.
3. Abandonó, acertadamente, la idea de poder medir con exactitud la responsabilidad por los pecados y el grado exacto de desmerecimiento del pecador.
4. La teoría enfatiza la seriedad del pecado. Es una teoría que media entre los elementos objetivos (la expiación es vista como satisfaciendo las demandas de la justicia) y los elementos subjetivos (la muerte de Cristo es vista como la que disuade de pecar al imprimir sobre el pecador la gravedad de lo que está involucrado en el pecado). Provee un terreno medio entre los socinianos y la satisfacción, combinando tanto la influencia moral como las metáforas transaccionales.
6. Lo fuerte de la teoría es su resistencia al antinomianismo, es decir, está preocupada por mostrar que la misericordia divina y el perdón no conducen a una irresponsabilidad moral. La muerte de Cristo manifestó justicia más que expiación, ofreciendo un ejemplo penal que sirve para detener el pecado.

#### Negativo
1. La teoría carece de un fundamento bíblico explícito (pese a que Grocio citó textos bíblicos y otros incluyeron Isaías 42: 21).
2. La teoría presenta a Dios como injusto porque enseña que El castigó a una persona
con el mero propósito de impresionar a otros. Además, Pecota indica que la “teoría no puede explicar la razón de elegir a una persona sin pecado para demostrar el deseo que tiene Dios de mantener la ley”.
3. Erickson supone que la teoría gubernativa aunque tiene un elemento objetivo, es principalmente una teoría subjetiva, porque el principal impacto cae sobre el hombre, por medio de la fuerza disuasiva.
El perdón descansa sobre la base del arrepentimiento y no sobre una base objetiva.
La teoría no reconoce el hecho de que Dios de forma real y objetivamente, purgó al pecado en la cruz, y por eso fracasa en ver a la cruz como trabajo ya finalizado y objetivo, y busca agregar el arrepentimiento humano como necesario para la salvación.
4. El castigo por el pecado se debe a la intención de buscar el bien del universo, tal como ocurriría bajo el gobierno de Dios, pero no porque el pecado merezca castigo como pecado en sí. La necesidad moral es sacrificada por la conveniencia administrativa.

### Sacrificio

#### Definición
La teoría del sacrificio sigue el siguiente razonamiento:
1. Basándose en la epístola a los Hebreos, la tradición interpretó la muerte de Cristo como sacrificio expiatorio de nuestras iniquidades:
“Aunque no hubiese cometido injusticia alguna y en su boca jamás hubiese mentira”. Isaías 53:9
Jesús “fue castigado por nuestros crímenes” (Isaías 53: 5)
“Muerto por el pecado de su pueblo” (Isaías 53: 8)
“Ofreciendo su vida en sacrificio expiatorio” (Isaías 53: 10)
2. El modelo se extrae de la experiencia ritual y cúltica de los sacrificios en los templos.
3. En el texto bíblico, las ideas del sacrificio y las de la substitución vicaria estaban íntimamente conectadas. A través de la muerte de animales sin mancha, los pecadores eran salvos de la muerte. La muerte de la víctima era vicaria, es decir, era en lugar de la gente. Era expiatoria porque removía ceremonialmente su pecado como un obstáculo para la relación humana-divina, y era propiciatoria porque podía traer a Dios más cerca.
En el texto bíblico se muestra también la ofrenda sacrificial de Cristo. Se enseña que sólo la sangre de Cristo pudo ser suficiente para que los pecadores pudieran ser perdonados.
La esencia del sacrificio está en la muerte de la víctima entregada voluntariamente. Jesús se entregó voluntariamente a sí mismo por los pecados del mundo, y su sangre fue derramada por muchos (Marcos 14: 24).
La sangre de Cristo significa su vida ofrecida a Dios, en nombre de los pecadores.
Dios es quien recibe el sacrificio y es el que ofrece la reconciliación.
Jesús es tanto el sacerdote que ofrece el sacrificio, como también el sacrificio mismo ofrecido. Es que es tanto el que ofrece la ofrenda, como la misma ofrenda.
Dice Agustín en Confesiones: “Por nosotros se hizo ante ti vencedor y víctima, y por eso vencedor, por ser víctima; por nosotros sacerdote y sacrificio ante ti, y por eso sacerdote, por ser sacrificio, haciéndonos para ti de esclavos hijos, y naciendo de ti para servirnos a nosotros”.
Por cierto como señala la Epístola a los Hebreos el sacrificio de Cristo fue hecho de una vez y para siempre, y esto concluye con el sacrificio de los animales.
4. Ningún sacrificio humano conseguía por sí mismo aplacar definitivamente la ira divina. La encarnación creó la posibilidad de un sacrificio perfecto e inmaculado que fuese capaz de conseguir la total complacencia de Dios.
5. Jesús aceptó libremente el ser sacrificado representando a todos los hombres ante Dios a fin de conquistar de ese modo el total perdón divino.
6. En cierto modo, la ira divina se vació con la muerte violenta de Jesús en la cruz y de esa manera se aplacó. Jesús soportó como expiación el castigo por el pecado del mundo.
7. Frederick Hicks creyó que la concepción dominante del sacrificio era la vida, su recuperación, elevación y comunicación.
8. Vincent Taylor rechazó la teoría de la influencia moral por no tener ésta un fundamento en los dichos de la Pasión de Jesús. Consideró que el "sufrimiento penal" era "ético y espiritual" más que "jurídico". Descartó la teoría de la expiación eterna. Propuso la teoría del sacrificio porque "une a varias ideas que están implícitas en los dichos de la Pasión”.
El objetivo del sacrificio es la comunión restaurada. Su medio es una ofrenda representativa. Su condición espiritual es la actitud deadorador. Su razón fundamental es el ofrecimiento de la vida. Su culminación es compartir la vida ofrecida por medio de 3. Además, el verdadero sacrificio consiste en abrirse a El y entregarse filialmente. Como dice Boff, cada uno es sacrificio en la medida en que se autodona y acoge la mortalidad de la vida, se sacrifica, se desgasta, pone en juego su existencia, su tiempo y sus energías a fin de crear una vida más liberada hacia el otro y hacia Dios (Romanos 12: 1).
4. Al rechazar la sustitución penal mientras intenta retener el sufrimiento penal, Taylor en realidad ha eliminado un elemento de la enseñanza del Nuevo Testamento.
5. Pareciera que Hicks se interesara más en vindicar el concepto de la eucaristía entendida como sacrificio que en explicar el hecho de que gracias al sacrificio de Jesucristo los seres humanos se reconcilian con Dios.
6. Culpepper duda de que la teoría del sacrificio “por sí sola sea adecuada para expresar la riqueza del significado de la expiación”. Ana & Daniel :3 , & M&J!